# Троицкое (Мелеузовский район)
Троицкое (баш. Троицкий) — село в Мелеузовском районе Республики Башкортостан Российской Федерации. Входит в состав Партизанского сельсовета.

## История
Установление населённого пункта произошло после Крестьянской реформы 1861 года, когда на территориях Стерлитамакского уезда поселились переселенцы из Тамбовской и Тульской губерний. В 1896 году населённый пункт уже был зафиксирован под названиями Т. (Ново‑Николаевское, Тульевка, Петровка), с 106 дворами и 822 жителями. Основным занятием местного населения являлось земледелие.
К 1906 году в населённом пункте были зарегистрированы церковь, церковно-приходская школа, а также винная лавка и две бакалейные лавки, кроме того, функционировал хлебозапасный магазин. Село также было известно под названием Тягуновка. В 1930-х годах к Т. присоединилась деревня Петровка, а в 1980-х годах — деревня Николаевка, обе из которых были основаны во второй половине 19 века.

## География
Расположено на берегу реки Мекатевли в 10 км к северо-западу от города Мелеуз (райцентр). Расстояние до центра сельсовета (Дарьино): 5 км. Расстояние до ближайшей ж/д станции (Мелеуз): 10 км. 

## Население
| 2002 | 2009 | 2010 |
| ---- | ---- | ---- |
| 669  | ↗852 | ↘630 |

Национальный состав
Согласно переписи 2002 года, преобладающая национальность — русские (80 %).